# Словенска Љупча
Словенска Љупча (слч. Slovenská Ľupča) насељено је мјесто са административним статусом сеоске општине (слч. obec) у округу Банска Бистрица, у Банскобистричком крају, Словачка Република.

## Становништво
| Година:    | 1994. | 2004.   | 2014.   | 2024.   |
| ---------- | ----- | ------- | ------- | ------- |
| Број људи: | 2895  | 3130    | 3235    | 3261    |
| Разлика:   |       | +8,11 % | +3,35 % | +0,80 % |

| Година:    | 2023. | 2024. |
| ---------- | ----- | ----- |
| Број људи: | 3261  | 3261  |
| Разлика:   |       | +0 %  |

Према подацима о броју становника из 2011. године насеље је имало 3.182 становника.